# Service d'enquêtes de la police chilienne
Le Service d'enquêtes de la police chilienne ou Policía de Investigaciones de Chile (police judiciaire chilienne PDI et autrefois PICH) est l'unité de police civile chilienne à caractère scientifique et technique. Elle a été créée en 1933 et fait partie des Forces de l'ordre et de la sécurité du Chili, avec les carabiniers. Elle dépend du Ministère Public pour les enquêtes criminelles.
Sa mission principale est de mener les enquêtes de police, de contribuer à la sécurité publique et d'assurer des missions de prévention face aux risques de crimes, délits et attentats visant à déstabiliser l'ordre public et les institutions du pays. En outre, les missions de cette unité consistent aussi à contrôler les flux migratoires, notamment par le contrôle des frontières, des ports et aéroports, comme le contrôle des étrangers sur le territoire national. C'est aussi la Policía de Investigaciones de Chile qui représente le pays auprès d'Interpol.
Les officiers de l'unité portent la dénomination générique de détective et travaillent en civil, sans uniforme ; leurs insignes de reconnaissance sont une plaque d'identification ainsi qu'une veste de reconnaissance qu'ils portent lorsqu'il est nécessaire de pouvoir les identifier.
Le travail de terrain est réalisé par les "Officiers de police" ainsi que par les "Assistants de police" qui, si l'on effectue une comparaison avec d'autres forces correspondraient à des sous-officiers.
Le travail d'enquête réalisé par les détectives, met en œuvre des méthodes de recherche scientifique telles que la criminalistique, la criminologie, l'analyse criminelle mais aussi des méthodes qui vont de pair telles que : la balistique, la médecine légale et la psychologie entre autres.
Il est important de signaler qu'au travers des dernières estimations privées comme gouvernementales, les services d'enquêtes criminelles sont considérés par la population comme les plus crédibles du pays.

## Histoire

### XIXesiècle
C'est en 1813 que l'on trouve la première référence à un réel travail de police dans le "Règlement de la Police", dans lequel sont employés les expressions de "haute police" et "sécurité publique".
C'est en revanche en 1830 qu'est créé le Corps du guet (Cuerpo de vigilantes y serenos) de Santiago dont la mission a été par la suite étendue à tout le pays. Avec la crise du milieu du siècle, nait, en 1852, à Santiago, la "Brigade de police" qui unifie ces unités de guetteurs.
Mais c'est en 1864 que remonte la genèse de la PDI, lorsque le commandant Manuel Chacón crée les "gardes commissionnés" qui sont à l'origine de la "Section de recherches". Ces hommes passaient inaperçu auprès de la population car ils en portaient pas d'uniforme, caractéristique encore d'actualité avec les détectives de la PDI. En cette même année, la municipalité de Valparaíso crée la "Police secrète" dont l'objectif est de "poursuivre et arrêter, voleurs et malandrins".
Au cours des années 1780, le maire de la ville de Santiago, Benjamín Vicuña Mackenna proposa d'adopter le modèle français des "Agents de la sûreté", tant sur le plan administratif que de l'organisation hiérarchique avec des grades d'inspecteur, de commissaire et de préfet, dénomination encore d'actualité. L'influence française était tellement importante que le quartier général de la police, situé au 1314, av Général Mackenna à Santiago, était une réplique fidèle de la "Sûreté nationale" française, même si depuis, de nombreuses modernisations ont été effectuées.
C'est en 1874 que Jacinto Pino, qui commandait la police de Valparaiso, décidé d'introduire l'usage de la photographie pour l'identification des délinquants, faisant ainsi du Chili l'un des pays pionniers du continent dans l'utilisation de cette technique. Il en profita pour réaliser une galerie de portraits des repris de justices..
Puis, en 1887, il photographie plus de 500 cadavres à la morgue de Santiago, lançant alors les prémices de la médecine légale dans le pays.
De même, le commandant Pino résolu le problème qui se posait aux enquêteurs de pouvoir "être reconnus tout en étant incognito" en mettant en place l'ancêtre de la plaque de service actuelle, premier pas dans l'identification formelle des enquêteurs.
En 1889 est créée la section d'enquêtes et, en 1896, la section de sécurité à but d'enquête (avec 75 enquêteurs, 1 photographe et 2 téléphonistes), chargée d'interpeller les délinquants et de procéder aux enquêtes criminelles. Cette dernière unité profitait d'une identité administrative et opérationnelle officielle, ce que n'avait pas son prédécesseur. La même année, à Valaraiso fut créée la Section de sécurité forte de 45 membres. Il est à noter que les trois premières femme intégrèrent cette unité.

### XXesiècle

#### 1900 - 1950
Au début du XXe siècle, les progrès effectués par la police afin d'améliorer les techniques d'investigation, comme l'utilisation de la photographie, l'identification criminelle, l'anthropométrie (mise au point par le français Alphonse Bertillon) ou la technique des empreintes digitales (par l'argentin Vucetich permirent de parler réellement de professionnalisation de la police judiciaire et même de police scientifique.
Mais il manquait encore de réelles avancées en termes d'appui financier (notamment pour les salaires et la création d'une école de police) et d'organisation.
En 1905, naquit l'idée d'une école de police, qui ouvrit ses portes en 1908. La première promotion d'aspirants débuta l'année suivante, dans les salons de la préfecture de Santiago.
En 1906, fut créée la Brigade centrale, destinée à intervenir en cas de maintien de l'ordre et pour réagir dans les situations d'urgence.
En 1917 ouvrit l'école provisoire des détectives. Elle ferma faute de candidats avant de rouvrir l'année suivante. La section de sécurité fut elle aussi réorganisée.
Une autre mesure prise fut la parution et l'utilisation du manuel de criminologie "Las Investigaciones del Delito" en 1924, fait unique en Amérique du Sud à cette époque. Le texte a été écrit par l'avocat et agent Ventura Maturana Barahona. Il témoigne de l'intérêt croissant des enquêteurs pour la criminologie. Cette même année, la loi no 4.052 du 8 septembre regroupa tous les services de police, sections de l'ordre et de la sécurité sous un commandement unifié, celui de la "Direction générale des Polices", dirigeant aussi le service d'identification.
En 1925, fut créée l'école des agents qui avait en charge le perfectionnement des détectives.
Deux ans plus tard, en 1927, pour faire suite à l'unification précédemment initiée, le décret no 4.113 du 27 avril fusionnait les polices au sein des carabiniers, établissant ainsi un monopole des forces de police avec comme but l'amélioration du service.
En 1929, fut créée la Direction de la police judiciaire. Loin de disparaître, les services des enquêtes furent regroupés et développèrent leur propre identité. À cette même époque fut créée le "Bureau de la formation" destiné à favoriser la réinsertion des délinquants.
Le décret no 5.115 du 26 septembre 1932 sépare les carabiniers de l'unité d'enquête et d'investigation. Finalement en 1933, pendant le gouvernement d'Arturo Alessandri fut publiée la Loi Organique (Loi no 5.810 du 19 juin 1933) qui institue la création d'une service indépendant d'enquêtes, identification et passeports sous la direction du Ministère de l'intérieur.
Les bases d'une structure administrative commencent alors à voir le jour. C'est à cette occasion qu'est promulgué le premier Règlement organique. C'est aussi à cette période qu'entre en fonction l'école technique et qu'est créée la plaque de service. Le 28 juin 1935, est créé le Département de criminologie (aujourd'hui laboratoire de criminologie LACRIM).
la loi no 6.180 de février 1938 officialise l'existence légale de l'École et du Laboratoire de police technique. En novembre 1940, nait le Département d'assistance technique (ASETEC). Le décret no 51/7102 du 30 décembre 1942 sépare le service d'enquêtes judiciaires des services d'identification et des passeports. Le même décret porte la nomination d'un Directeur général des enquêtes.
En 1946, le chili est invité à intégrer Interpol. L'accord est ratifié en 1948 et le pays devient membre actif en 1950 avec le service d'enquêtes de la Police comme unique interlocuteur.
Certains de ses directeurs généraux y occupèrent d'ailleurs des postes importants :
- Emilio Oelckers Hollstein qui, en 1968, lors d'une réunion du comité exécutif d'Interpol à Téhéran, fut désigné "délégué du continent américain" pour 3 ans
- Nelson Mery qui obtint la même fonction lors de la réunion d'Aruba en 1993 puis fut élu vice-président pour l'Amérique pour 3 ans à compter de 1994.

En 1947, fut créée la Brigade de prévention mobile. Et en 1949 fut créée la première unité spécialisée, la Brigade des homicides.

#### 1950 - 1999
Le 1er mai 1958, le préfet Roberto Schmied Marambio est nommé directeur général de la PDI. il devient ainsi le premier détective à atteindre ce poste. Jusqu'à cette date, ses prédécesseurs étaient ou bien issus de la fonction civile, ou bien des carabiniers ou de l'armée.
En 1963, la loi no 15.143 officialise l'appellation de « détective » et la réserve aux fonctionnaires en ayant reçu le titre. la même année, le deuxième modèle de plaque de service entre en vigueur. En 1967, est créé le "Département des enquêtes criminelles".
Le 16 juin 1971 a lieu un tragique attentat au sein du quartier général. L'inspecteur adjoint Mario Marín Silva et les détectives Carlos Pérez Bretti et Gerardo Romero Infante perdent la vie, illustrant ainsi le serment prêté : "jusqu'à la mort si nécessaire". Depuis, cette date est commémorée comme étant le “Día del Mártir” (jour du martyr) en l'honneur de tous ceux qui donnèrent leur vie pour le service.
En février 1972 est créée la "Section d'enquête sur les délits financiers" (SIDE).
Le 9 septembre 1974, l'institution passe sous le commandement du Ministère de la défense avec la création d'un secrétariat aux enquêtes. En janvier 1979, la police judiciaire devient une "Institution à caractère professionnel, technique et scientifique, faisant partie intégrante des forces de l'ordre, dépendant du Ministère de la défense nationale". Cette appartenance est reprise dans l'article 20 de la Constitution du Chili de 1980 qui détermine que les Forces de l'ordre et de sécurité (Fuerzas de Orden y Seguridad de Chile) se composent des carabiniers et de la PDI.
En 1982, l'école prend le nom de « École des enquêtes policières Presidente Arturo Alessandri Palma » et, en 1984, l'institution prend le nom de « Policía de Investigaciones de Chile » (PDI).
En 1986, entre en service le troisième modèle de la plaque de service.
Le 20 mars 1992, le Président de la République Patricio Aylwin désigne comme nouveau directeur général Nelson Mery Figueroa qui devient le deuxième détective à accéder à ce poste. Il fut reconduit dans ses fonctions par le Président Eduardo Frei Ruiz-Tagle puis par le Président Ricardo Lagos Escobar.
En 1993, le quatrième modèle de la plaque de service, fabriqué par l'office des monnaies du Chili, entre en vigueur. Le directeur Mery officialise la devise "Enquêter pour interpeller et non pas interpeller pour enquêter" (Investigar para detener y no detener para investigar).
En 1988, les travaux de construction de la nouvelle "École des enquêtes de la police" débutent dans la commune de Estación Central (33° 27′ 32,52″ S, 70° 42′ 54,63″ O). Les locaux sont inaugurés le 1er décembre 1999.

### XXIe
Le 2 octobre 2003, Arturo Herrera Verdugo, est nommé directeur général. C'est le troisième détective à occuper ce poste.
Le 30 décembre 2004, la loi no 19.987 modifiant le décret 2.460 (qui porte application de la Loi organique de la Police judiciaire), précise que pour être nommé au poste de directeur général, il faut désormais avoir été détective avec le grade de Préfet général ou de Préfet inspecteur et que le directeur est élu parmi les 8 plus anciens détectives de ce rang.
Le 13 janvier 2003, la police judiciaire chilienne devient la première unité de police d'Amérique du Sud à pratiquer l'autogestion
Le 20 janvier 2006 est officialisé le Plan Minerve, plan stratégique de déploiement institutionnel 2004-2010.
Le 22 septembre 2006, le Directeur général Arturo Herrera Verdugo est élu vice-président pour les Amériques d'Interpol.
Le 6 décembre 2006, la première promotion de 250 professionnels sortent de l'École d'enquêtes policières. Ils seront les premiers à rejoindre les rangs des Officiers de police professionnels.
Le 19 juin 2008, le sigle PDI remplace officiellement l'ancien PICH.
Le 26 juin 2009, Marcos Vásquez Meza est nommé Directeur général.

## Organisation
L'organisation de la PDI est définie par l'article 2 du décret-loi no 2.460 de la manière suivante :
- une direction générale
- une inspection générale
- l'office national de correspondance avec Interpol
- des directions (des affaires publiques, judiciaire)
- une sous-direction administrative qui comprend :
  - la direction des finances
  - la direction de la logistique
  - la direction des télécommunications
  - la direction des affaires sociales
  - la direction du personnel
  - la direction de la formation
  - la direction de la santé
  - la brigade de la police de l'air
- une sous-direction des opérations qui comprend les directions suivantes :
  - la direction des crimes et homicides
  - la direction de la criminalistique
  - la direction du crime organisé et des affaires spéciales
  - la direction des étrangers et de la coopération internationale
  - la direction du renseignement
  - la direction de la lutte contre le trafic de drogue
  - la direction contre les délits financiers
  - la direction des enquêtes familiales
  - la direction des délits contre la propriété
- des préfectures
- diverses petites unités

## Centres de formation
La création de l'École judiciaire de la police, du Centre de formation professionnelle ainsi que de l'École supérieure de la police ont été actées par l'article 2 de la Loi no 2.460 de 1979.

### École d'enquêteurs de la police(Escuela de Investigaciones PolicialesESCIPOL)
L'École d'enquêteurs de la police est le campus de formation supérieur où est assurée la formation et le perfectionnement des futurs professionnels de la PDI. Les diplômés sont ensuite intégrés dans l'unité avec le grade de détective (pour les aspirants) et de commissaire-adjoint pour les officiers de police.
Pour cette mission, l'école dispose d'un corps enseignant constitué de professeurs de droit, de criminologie, de méthodologie des enquêtes, d'anglais, de techniques de défense personnelle, ainsi que de condition physique. Ceci vient s'ajouter aux interventions des policiers en service ou à la retraite sur des thèmes comme la sécurité ou le maniement d'armes.
Les aspirants policiers peuvent aussi compter sur l'appui des instructeurs qui les accompagnent dans leur préparation, se préoccupent de les aider et de les orienter tout au long de leur formation en vue de leur permettre une plus grande efficacité dans leur métier futur. La mission de l'école est de former les futurs détectives, dans les connaissances générales et particulières que dans les savoir-être le comportement.

### École supérieure de la police (Academia Superior de Estudios PolicialesASEPOL)
L'École supérieure de la police est le centre de formation et de perfectionnement des haut-gradés de la PDI. Depuis la loi no 5.180 du 19 juin 1933, l'une des préoccupations constantes a été le maintien du niveau et de la compétence des fonctionnaires de police, tant par la formation que par le perfectionnement à différentes étapes de leur carrière.
Lorsqu'il fut nommé Directeur général de l'institution, Ernesto Baeza Michaelsen, envisagea la création d'un « Institut supérieur » au sein duquel pourrait se faire les formations de perfectionnement des officiers et des cadres de la PDI.
De plus, il décida la création d'un outil moderne de formation et d'intégration via la mise en place du « campus virtuel de la direction de la formation de la police », outil indispensable pour le déploiement d'une plate-forme de formation en ligne à destination des policiers en poste à l'étranger.

### Centre de formation professionnelle (Centro de Capacitación ProfesionalCECAPRO)
Le centre de formation professionnel est le campus de formation technique destiné à la formation, la validation et le perfectionnement de personnels qui intègrent les services d'appui général et d'appui scientifique et technique. Il dispense aussi des formations de spécialisations techniques à destination des officiers de police. Les formations offertes sur le campus, en fonction du niveau, se décomposent en :
- cours de formation initiale
- cours de perfectionnement
- cours de spécialisation

## Unités spéciales d'investigation
La PDI scinde ses champs d'investigation en fonction du type de délit commis. Elle se compose de diverses unités d'enquête spécialisées composées de détectives experts dans leurs domaines respectifs.
- Brigades
  - Brigade d'investigation criminelle : Brigada de Investigación Criminal (BICRIM)
- Brigade spécialisées
  - Brigade anti-drogue : Brigada Antinarcóticos (BRIANT)
    - Département de recherche sur les substances chimiques : Departamento de Investigación de Sustancias Químicas (DISUQ)
    - Équipe de réaction et d'intervention anti-drogue : Equipo de Reacción Táctico Antinarcóticos (ERTA)
    - Brigade de formation canine : Brigada de Adiestramiento Canino

  - Département des étrangers de la police internationale : Departamento de Extranjeria y Policía Internacional
  - Brigade de recherche contre les vols : Brigada Investigadora de Robos (BIRO)
  - Brigade des homicides : Brigada de Homicidios (BH)
  - Brigade des délits sexuels et des mineurs : Brigada de Delitos Sexuales y Menores (BRISEXME)
  - Brigade de recherche des affaires spéciales : Brigada Investigadora de Asuntos Especiales (BRIAES)
    - Brigade de recherche sur les crimes contre les droits de l'homme : Brigada Investigadora de Delitos contra los Derechos Humanos

  - Brigade de recherche sur le crime organisé : Brigada Investigadora del Crimen Organizado (BRICO)
  - Brigade d'investigation spéciale : Brigada de Investigaciones Policiales Especiales (BIPE)
  - Brigade des enquêtes sur les délits contre l'environnement et le patrimoine : Brigada Investigadora de Delitos del Medio Ambiente y Patrimonio Cultural (BIDEMA)
  - Brigade des enquêtes sur les délits économiques : |Brigada Investigadora de Delitos Económicos (BRIDEC)
  - Brigade de lutte contre le blanchiment : Brigada Investigadora de Lavados de Activos (BRILAC)
  - Brigade de lutte contre le cyber-crime : Brigada Investigadora del Cibercrimen (BRICIB)
  - Brigade de lutte contre les délits portuaires : Brigada Investigadora de Delitos Portuarios (BRIDERPO)
  - Brigade d'enquête sur les délits liés à la propriété intellectuelle : Brigada Investigadora de Delitos de Propiedad Intelectual (BRIDEPI)
  - Brigade de la police de l'air : Brigada Aeropolicial (BAP)
- Divers
  - Laboratoire de criminalistique : Laboratorio de Criminalística (LACRIM)
  - Assistance technique : Asesoría Técnica (ASETEC)
  - Centre de recherche de la Police : Central de Investigaciones Policiales (CIPOL)
  - Bureau de correspondance d'Interpol : Oficina Central Nacional Interpol (OCN INTERPOL)
  - École des enquêteurs de la Police : Escuela de Investigaciones Policiales (ESCIPOL)
  - Institut de criminologie : Instituto de Criminología (INSCRIM)

## Grades de la police
Les personnels de cette police civile se divisent en quatre niveaux de grades : les officiers, l'appui scientifique et technique, l'appui général et les enseignants.
- Direction

| Niveau | Appellation       | Nombre de postes | Durée en poste |
| ------ | ----------------- | ---------------- | -------------- |
| 1      | Directeur général | 1                | 6 années       |
| 2      | Préfet général    | 3                | 2 années       |
| 3      | Préfet inspecteur | 15               | 2 années       |

- Officiers professionnels

| Grade | Appellation         | Nombre de postes | Durée en poste |
| ----- | ------------------- | ---------------- | -------------- |
| 5     | Préfet              | 47               | 5 années       |
| 7     | Sous-préfet         | 246              | 5 années       |
| 8     | Commissaire         | 402              | 5 années       |
| 9     | Commissaire adjoint | 853              | 6 années       |
| 11    | Inspecteur          | 1240             | 5 années       |
| 12    | Inspecteur adjoint  | 900              | 3 années       |
| 13    | Détective           | 300              | 1 année        |

- Officiers de police

| Grade | Appellation         | Nombre de postes | Durée en poste |
| ----- | ------------------- | ---------------- | -------------- |
| 5     | Préfet              | 24               | 7 années       |
| 7     | Sous-préfet         | 134              | 8 années       |
| 8     | Commissaire         | 658              | 8 années       |
| 9     | Commissaire adjoint | 250              | 7 années       |

### Officiers des services d'appui
- Justice

| Grade | Appellation       | Nombre de postes | Durée en poste |
| ----- | ----------------- | ---------------- | -------------- |
| 3     | Préfet inspecteur | 1                | 2 années       |
| 5     | Préfet            | 2                | 5 années       |
| 7     | Sous-préfet       | 6                | 5 années       |
| 8     | Commissaire       | 7                | 5 années       |
| 9     | Sous-commissaire  | 6                | 6 années       |

- Santé

| Grade | Appellation         | Nombre de postes | Durée en poste |
| ----- | ------------------- | ---------------- | -------------- |
| 3     | Préfet inspecteur   | 1                | 2 années       |
| 5     | Préfet              | 5                | 5 années       |
| 7     | Sous-préfet         | 18               | 5 années       |
| 8     | Commissaire         | 32               | 5 années       |
| 9     | commissaire adjoint | 30               | 6 années       |

- Finances

| Grade | Appellation         | Nombre de postes | Durée en poste |
| ----- | ------------------- | ---------------- | -------------- |
| 3     | Préfet inspecteur   | 1                | 2 années       |
| 5     | Préfet              | 2                | 5 années       |
| 7     | Sous-préfet         | 6                | 5 années       |
| 8     | Commissaire         | 7                | 5 années       |
| 9     | Commissaire adjoint | 6                | 6 années       |

- Administration

| Grade | Appellation         | Nombre de postes | Durée en poste |
| ----- | ------------------- | ---------------- | -------------- |
| 5     | Préfet              | 3                | 5 années       |
| 7     | Sous-préfet         | 10               | 5 années       |
| 8     | Commissaire         | 15               | 5 années       |
| 9     | Commissaire adjoint | 32               | 6 années       |
| 11    | Inspecteur          | 60               | 5 années       |
| 12    | Inspecteur adjoint  | 60               | 3 années       |

### Officiers de complément
| Grade | Appellation    | Nombre de postes | Durée en poste |
| ----- | -------------- | ---------------- | -------------- |
| 5     | Préfet         | 4                | 5 années       |
| 7     | Préfet adjoint | 12               | 5 années       |
| 8     | Commissaire    | 22               | 5 années       |

### Aspirants
| Grade | Appellation | Nombre de postes | Durée en poste |
| ----- | ----------- | ---------------- | -------------- |
| 17    | Aspirant    | 900              | 3 années       |

### Police technique et scientifique
- Professionnels
- Techniciens

### Services centraux
- Assistants de la police
- Assistants techniques
- Assistants administratifs
- Auxiliaires

### Corps enseignant
- Professeurs institutionnels
- Professeurs hors-institutionnels

## Hymne officiel
I

Atención de las leyes defensores

adelante soldados de la paz, 

por la senda de luces y de flores

del honor, disciplina y lealtad.

II

Alcemos luminosa la mirada, 

reflejo de una bella ensoñación, 

ser dignos hijos de la patria amada, 

dar por la dicha ajena el corazón.

Coro

Detectives en el ideal unidos, 

marchemos con espíritu gentil, 

bajo triunfales arcos aplaudidos, 

porque sabemos el deber cumplir (bis).

III

Sostengamos flamante la sublime

bandera de justicia y de verdad

y al influjo del imperio que redime, 

el bien surja en el campo y la ciudad.

IV

Que las nobles virtudes ciudadanas

prosperen por mandato de la ley

y cada institución republicana

forje de nuestro Chile un gran edén.

Coro

Detectives en el ideal unidos, 

marchemos con espíritu gentil, 

bajo triunfales arcos aplaudidos

porque sabemos el deber cumplir (bis).